# Brigada Jarosław Dabrowski
La 150a Brigada Internacional o Brigada Jaroslaw Dabrowski (polonès Dąbrowszczacy) va ser una unitat militar que va servir a les Brigades Internacionals durant durant la Guerra Civil espanyola. Degué el seu nom al militar polonès Jarosław Dąbrowski, que va lluitar en la Comuna de París.
Es calcula en 5.400 el nombre de polonesos que van combatre a Espanya. La majoria (uns 3.800) eren miners que treballaven a França, uns 300 eren polonesos americans i hi havia diversos centenars de polonesos que habitaven en diversos països europeus. Tan sols 800 procedien directament de la mateixa Polònia, alguns d'ells militants del Partit Comunista de Polònia.

## Inici de la mobilització de voluntaris polonesos
Després del començament de les hostilitats a Espanya contra la República a causa de la revolta militar, a Polònia, com en altres països occidentals, es va organitzar un moviment de solidaritat amb la República Espanyola liderat pels sectors més esquerrans de l'espectre polític i amb preponderància dels comunistes. En aquest ambient, un petit nombre de polonesos va decidir anar a Espanya per a lluitar com voluntaris al servei de la República a pesar de l'hostilitat del govern polonès (fins a tal punt que els voluntaris van haver de sortir clandestinament del país). Es calcula que al voltant de 800 homes van arribar a territori controlat per la República.

## Primers combats
El primer grup va arribar l'agost del 1936 a Barcelona i va constituir la Unitat de metralladores Dabrowski sota el comandament de Franciszek Pałka, que es va integrar en la centúria Comuna de París i va marxar a combatre al front d'Aragó. Quan van constituir-se les Brigades Internacionals s'establiren a Albacete on formaren el batalló Dabrowski el 24 d'octubre del 1936. Es tractava de 600 homes sota el comandament de Stanisław Ulanowski, que es van integrar primer a l'XI Brigada Internacional i el desembre a la XII Brigada. Van participar en la defensa de Madrid, perdent-hi dos terços dels seus homes.
El gener del 1937, sota el comandament de Josef Sfrzelezyk, s'afegí al batalló una companyia espanyola i quedaren en tres les companyies poloneses, les quals s'enfrontaren als franquistes a la batalla del Jarama, perdent-hi un terç dels seus efectius.
El 18 de març, conjuntament amb les forces d'Enrique Líster, guanyaren Brihuega als italians de Franco.

## Constitució de la 150a Brigada Internacional
El juny del 1937 es creà la brigada Dabrowski, oficialment la 150a Internacional, sota el comandament de Fernando Gerassi, formada per l'antic batalló Dabrowski, un batalló franc-belga i un altre hongarès. Per cobrir les pèrdues al front d'Aragó del maig s'integrà un nou batalló poloneso-espanyol, el José Palafox. El desembre del 1937 el batalló franco-belga fou substituït pel batalló Adam Mickiewicz.
En aquells moments, el 60% de la brigada era composta per espanyols, i a més de polonesos hi havia també un petit nombre d'hongaresos.
El febrer del 1938 operà a Extremadura per a intentar evitar el reforç pels franquistes del front d'Aragó, però el mes de març, davant una gran ofensiva franquista ha de tornar a l'Aragó. No obstant això, res no pot fer allí, doncs arriba en plena retirada dels republicans. Tanmateix aconseguí arribar a Catalunya i es reorganitzà per a participar en la batalla de l'Ebre.

## Desmobilització
Finalment, després de la decisió del govern Negrín de retirar les forces internacionals del conflicte la brigada surt del front el 25 de setembre per a ser desmobilitzada.
Molts voluntaris eren pro-estalinistes, raó per la qual quan tornaren foren condemnats per les autoritats de la Segona República Polonesa a la pèrdua de la nacionalitat, de la mateixa manera que foren considerats herois per les autoritats de la República Popular de Polònia. Els supervivents lluitaren en el Primer Exèrcit polonès, en l'Armia Ludowa o en la Gwardia Ludowa durant la Segona Guerra Mundial.

## Reconeixements
Com a reconeixement a la tasca de la brigada, les autoritats comunistes poloneses van emetre dos segells el 1946 i el 1966 i dues postals el 1946 i el 1986.